# Vémyslice
Vémyslice (německy Wenisslitz) jsou městys v okrese Znojmo v Jihomoravském kraji. Žije zde 693 obyvatel.

## Název
Nejstarší písemný doklad z roku 1234 má podobu Vémyslici (zapsáno Vemisslichi), nicméně výchozí tvar byl buď Svémyslici (odpadlo počáteční S-) nebo Výmyslici (-ý- nahrazeno nářečním -é-) odvozený od osobního jména Svémysl nebo Výmysl. Význam místního jména byl "Svémyslovi/Výmyslovi lidé". Od 15. do 19. století má v dokladech jméno vesnice podobu Vejmyslice, z čehož byl koncem 19. století vytvořen domněle správný (a jen krátce užívaný) tvar Výmyslice.

## Historie
První písemná zmínka o městečku pochází z roku 1234. Roku 1556 byla obec povýšena na městečko. Pošta v městysi byla založena 1. října 1932.

## Obyvatelstvo
| Rok            | 1869 | 1880 | 1890 | 1900 | 1910 | 1921 | 1930 | 1950 | 1961 | 1970 | 1980 | 1991 | 2001 | 2011 | 2021 |
| -------------- | ---- | ---- | ---- | ---- | ---- | ---- | ---- | ---- | ---- | ---- | ---- | ---- | ---- | ---- | ---- |
| Počet obyvatel | 657  | 773  | 838  | 780  | 838  | 934  | 982  | 903  | 928  | 839  | 772  | 742  | 700  | 665  | 672  |
| Počet domů     | 128  | 144  | 154  | 165  | 184  | 185  | 240  | 254  | 241  | 245  | 234  | 275  | 286  | 284  | 289  |

## Správa městyse
S účinností od 1. prosince 2006 byl 10. listopadu 2006 obci vrácen status městyse.

### Symboly městyse
Znak městyse je historický, vlajka byly městysi udělena rozhodnutím předsedkyně Poslanecké sněmovny Parlamentu České republiky dne 13. října 2023.

## Pamětihodnosti
- Kostel Narození Panny Marie
- Kaple svaté Markéty
- Boží muka naproti kostelu
- Socha svatého Jana Nepomuckého na návsi
- Husitský kostel
- Steinmetzův mlýn

## Rodáci
- Bohumil Spáčil (1875–1950), římskokatolický kněz, v letech 1938–1945 provinciál České provincie Tovaryšstva Ježíšova

## Galerie

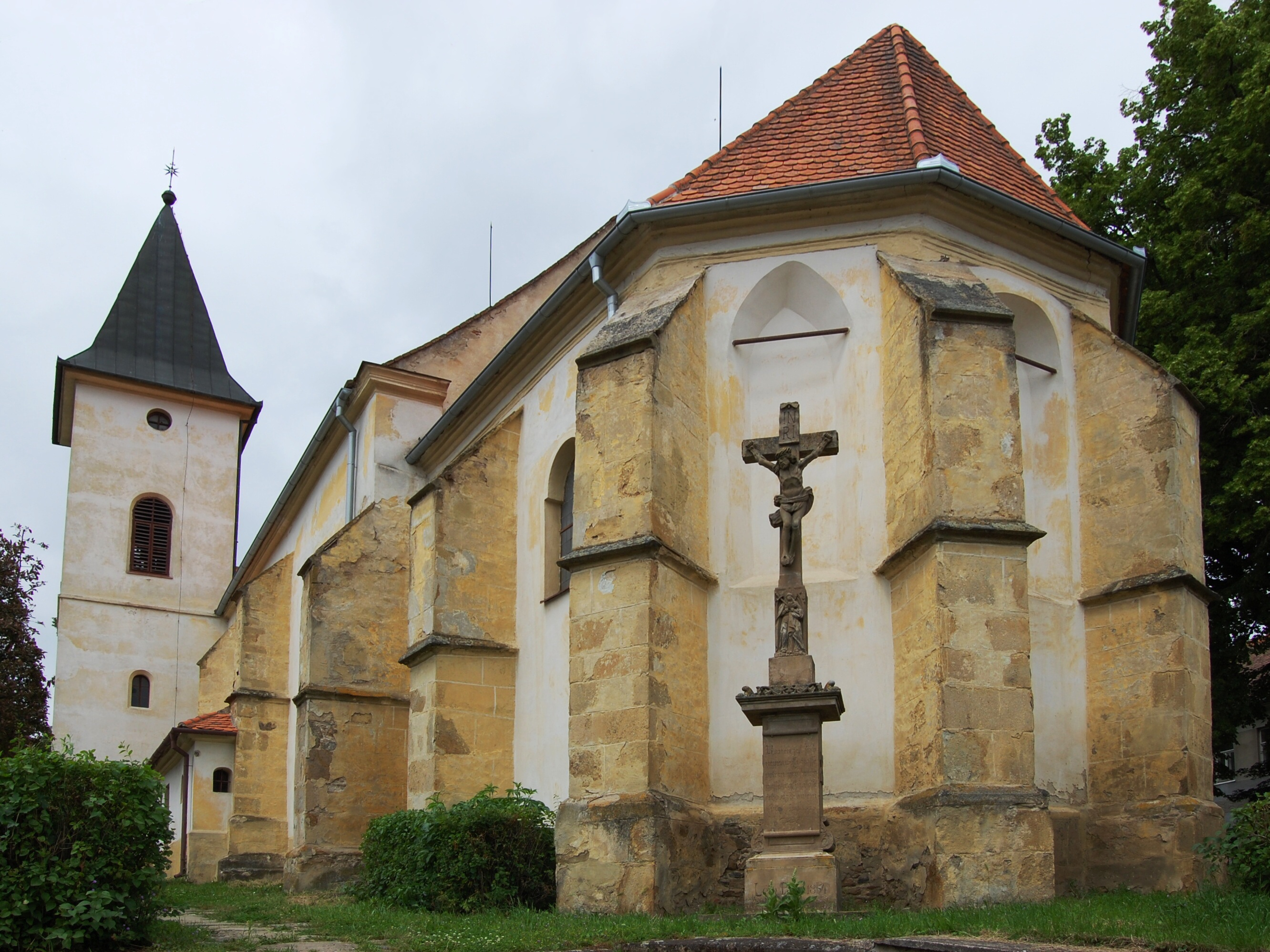
Kostel Narození Panny Marie
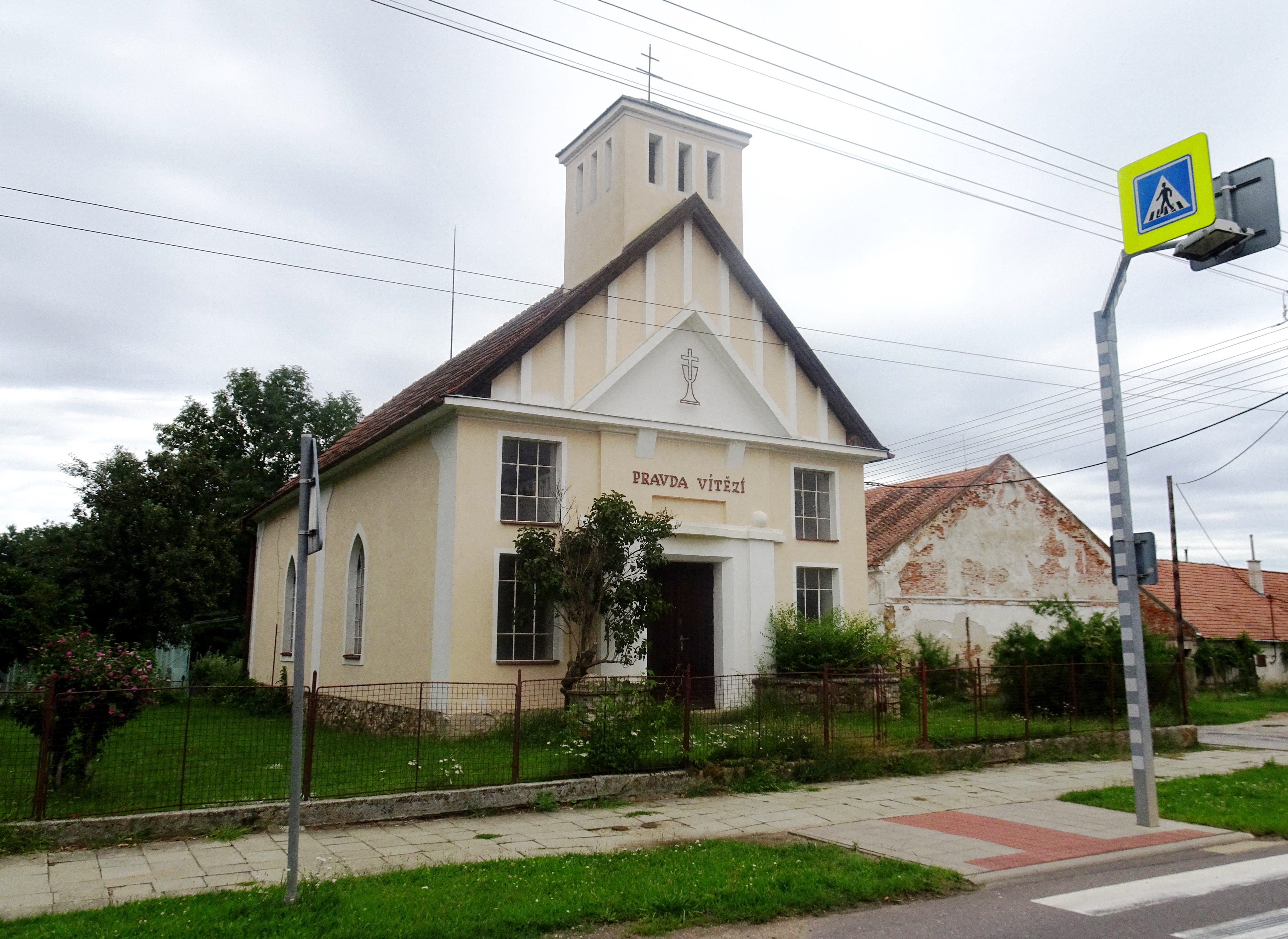
Husův sbor
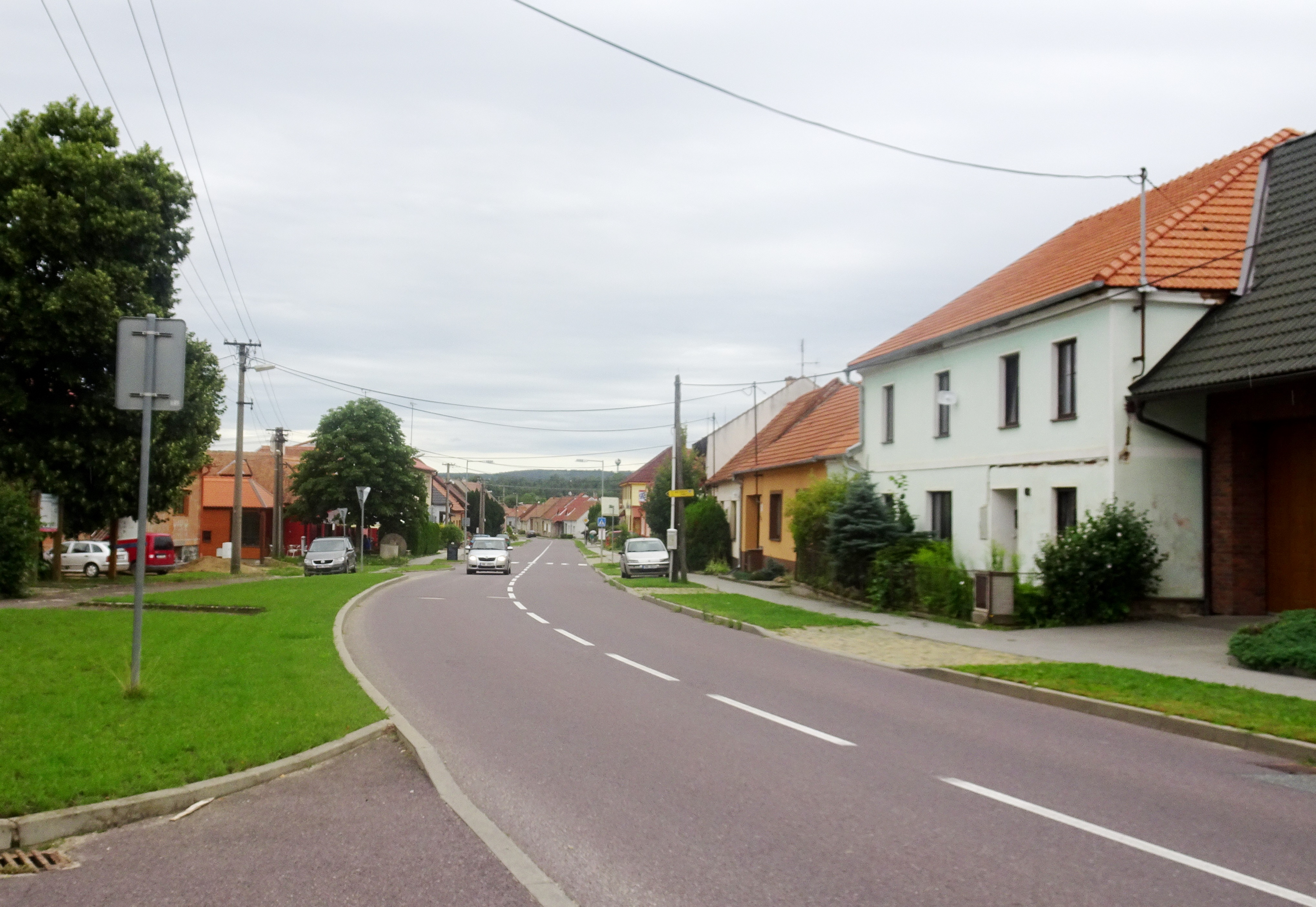
Náves
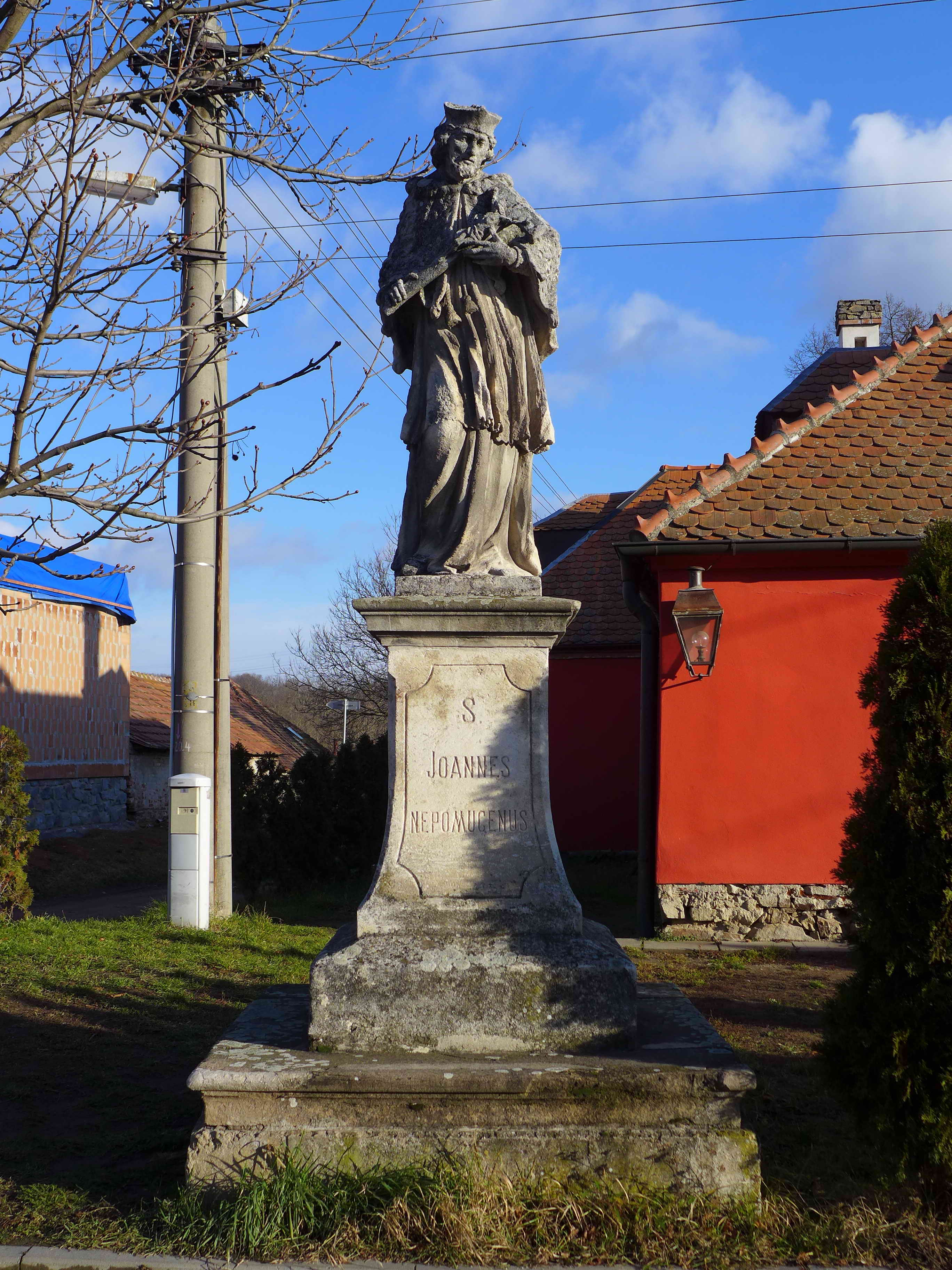
Socha sv. Jana Nepomuckého
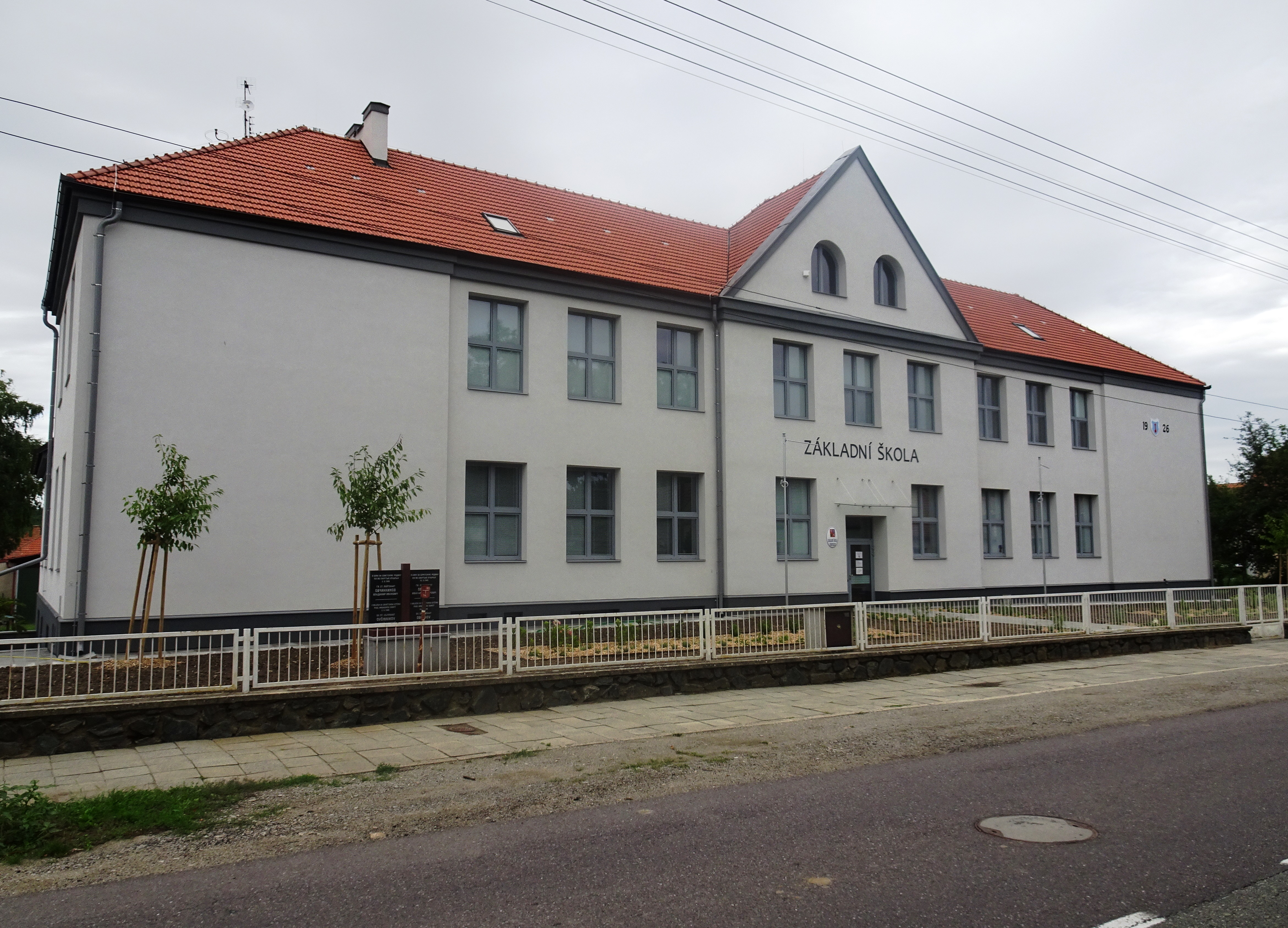
Základní škola